# 과학적 인종주의
과학적 인종주의(영어: Scientific racism)는 인간의 인종을 생물학적으로 명확한 구분으로 보고 이에 따라 실증적인 근거에 의해 인종차별이 정당화되거나 인종 간의 우열이 입증된다고 하는 신념이다.
미국 남북전쟁 때에는 여러 인류학자들이 흑인이 백인과 다른 종이라고 주장하였으며, 고대 이집트의 통치자들은 아프리카인이 아니었고, 혼혈인종의 자손들이 육체적으로 연약하며 불임일 가능성이 많다고 주장하였다.
과거 인류를 생물학적으로 분리된 인종 집단으로 분류, 설명 모델을 구성하고 적용하여 그룹마다 신체적, 정신적 특징을 할당하는 연구를 인종학(人種學, race science)이라고 하였다. 1600년대부터 인류학과 함께 발전하였는데 인류학(특히 형질인류학), 골상학, 진화생물학 등 과학이나 유사과학 이론을 잘못 적용 및 해석하는 경우가 많았다. 오늘날의 기준에서 이것은 인류학을 오용한 유사과학으로 여겨지지만 20세기 중반까지는 학계에서도 널리 믿어져 왔다.
20세기에 들어 인류학자 프란츠 보아스, 생물학자 줄리언 헉슬리, 랜슬롯 호그벤 등이 과학적 인종주의에 대한 비판을 제기했다. 이러한 과학적 인종주의에 대한 회의론은 전간기에 특히 증대되었고, 제2차 세계 대전 종전 후 유네스코의 초기 반인종주의 선언인 1950년 파리 인종선언(Statement on Race)으로 비판되기에 이르렀다. 그 이후로 인간의 진화유전학과 체질유전학 분야의 발달은 인류학자들을 인종이 생물학적이라기보다는 사회정치적인 현상이라는 새로운 합의로 이끌었다.

## 같이 보기
- 생물학 결정론 / 환경 결정론
- 인종과 유전학
- 인종과 지능